# Sent Maur (Cher)
Saint-Maur és un municipi francès, situat al departament de Cher i a la regió de Centre – Vall del Loira. L'any 2007 tenia 286 habitants.

## Demografia

### Població
El 2007 la població de fet de Saint-Maur era de 286 persones. Hi havia 123 famílies, de les quals 40 eren unipersonals (16 homes vivint sols i 24 dones vivint soles), 43 parelles sense fills, 36 parelles amb fills i 4 famílies monoparentals amb fills.
La població ha evolucionat segons el següent gràfic:
Habitants censats

### Habitatges
El 2007 hi havia 206 habitatges, 132 eren l'habitatge principal de la família, 52 eren segones residències i 22 estaven desocupats. 203 eren cases i 3 eren apartaments. Dels 132 habitatges principals, 112 estaven ocupats pels seus propietaris, 17 estaven llogats i ocupats pels llogaters i 3 estaven cedits a títol gratuït; 3 tenien una cambra, 14 en tenien dues, 37 en tenien tres, 41 en tenien quatre i 37 en tenien cinc o més. 93 habitatges disposaven pel capbaix d'una plaça de pàrquing. A 59 habitatges hi havia un automòbil i a 54 n'hi havia dos o més.

### Piràmide de població
La piràmide de població per edats i sexe el 2009 era:
| Homes | Edats   | Dones |
| ----- | ------- | ----- |
| 0     | 95 o +  | 0     |
| 0     | 90 a 94 | 0     |
| 0     | 85 a 89 | 4     |
| 0     | 80 a 84 | 12    |
| 12    | 75 a 79 | 12    |
| 32    | 70 a 74 | 12    |
| 8     | 65 a 69 | 20    |
| 0     | 60 a 64 | 4     |
| 4     | 55 a 59 | 0     |
| 8     | 50 a 54 | 8     |
| 8     | 45 a 49 | 20    |
| 20    | 40 a 44 | 20    |
| 4     | 35 a 39 | 0     |
| 8     | 30 a 34 | 4     |
| 8     | 25 a 29 | 12    |
| 12    | 20 a 24 | 0     |
| 20    | 15 a 19 | 4     |
| 8     | 10 a 14 | 12    |
| 0     | 5 a 9   | 0     |
| 4     | 0 a 4   | 4     |

## Economia
El 2007 la població en edat de treballar era de 181 persones, 119 eren actives i 62 eren inactives. De les 119 persones actives 108 estaven ocupades (61 homes i 47 dones) i 11 estaven aturades (7 homes i 4 dones). De les 62 persones inactives 26 estaven jubilades, 14 estaven estudiant i 22 estaven classificades com a «altres inactius».

### Ingressos
El 2009 a Saint-Maur hi havia 129 unitats fiscals que integraven 264,5 persones, la mediana anual d'ingressos fiscals per persona era de 14.734 €.

### Activitats econòmiques
Dels 5 establiments que hi havia el 2007, 2 eren d'empreses de fabricació d'altres productes industrials, 1 d'una empresa de construcció, 1 d'una empresa d'hostatgeria i restauració i 1 d'una entitat de l'administració pública.
L'any 2000 a Saint-Maur hi havia 33 explotacions agrícoles que ocupaven un total de 2.450 hectàrees.

## Poblacions més properes
El següent diagrama mostra les poblacions més properes.